# Peale-Papageiamadine
Die Peale-Papageiamadine (Erythrura pealii), auch Kurzschwanz-Papageiamadine genannt, ist eine Art aus der Familie der Prachtfinken. Es werden keine Unterarten beschrieben.

## Beschreibung
Die Peale-Papageiamadine erreicht ein Körpergewicht zwischen neun und 11,5 Gramm. Bei beiden Geschlechtern sind das Kinn und die obere Kehle schwarz. Ein schmales schwarzes Band trennt das Rot der Kopfseiten vom Blau des übrigen Gefieders. Der Oberkopf ist nur bis zum Hinterscheitel rot. Hinterhals, Rücken, Flügel und die Körperunterseite sind grün. Die Brust ist blau.
Die Jungvögel sind sehr variabel gefärbt. Sie können einfarbig grünkörpfig sein aber auch blaugrüne Wangen und Kehlen aufweisen. Einige Jungvögel zeigen auch rote Federsäume an der Stirn und an den Kopfseiten.

## Verbreitung und Lebensweise

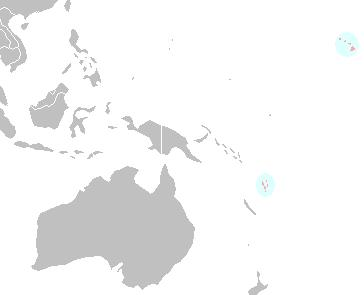
Verbreitungskarte

Die Peale-Papageiamadine kommt auf folgenden Fidschi-Inseln vor: Kandavu, Viti Levu, Vanua Levu und Taveuni. Sie bewohnt auf diesen Inseln Grasland, Reispflanzungen, Gärten, Lichtungen und Randgebietes des Tiefland-Regenwaldes sowie der Bergwälder. Sie fehlt dagegen in den Nebelwäldern in Höhenlagen über 1.100 Meter.
Sie frisst Sämereien, wobei sie zu einem großen Teil Pflanzen nutzt, die auf den Fidschi-Inseln eingeführt wurden. Gewöhnlich klauben die Peales-Papageiamadinen die Samen direkt aus den Fruchtständen. In den Zeiten, in denen Hirse und Reis heranreifen, finden sich die Vögel häufig in großer Zahl in den Feldern ein. Dabei ist sie häufig mit dem Reisfink vergesellschaftet, der auf den Fidschi-Inseln eingebürgert ist.
Die Fortpflanzungszeit der Peale-Papageiamadinen ist nicht ganz gesichert, fällt aber vermutlich in den Zeitraum Januar bis April. Das Nest ist kugelförmig mit einem nach unten gerichteten Eingang. Es befindet sich meist in Höhenlagen zwischen drei und sechs Metern über dem Erdboden. Das Gelege besteht aus drei bis vier weißen Eiern. Die Brutdauer beträgt zwischen dreizehn und vierzehn Tagen und die Nestlingszeit rund 21 Tage. Die Jungvögel sind etwa zehn Tage nach dem Ausfliegen in der Lage, selbständig Nahrung aufzunehmen und Samen zu enthülsen.

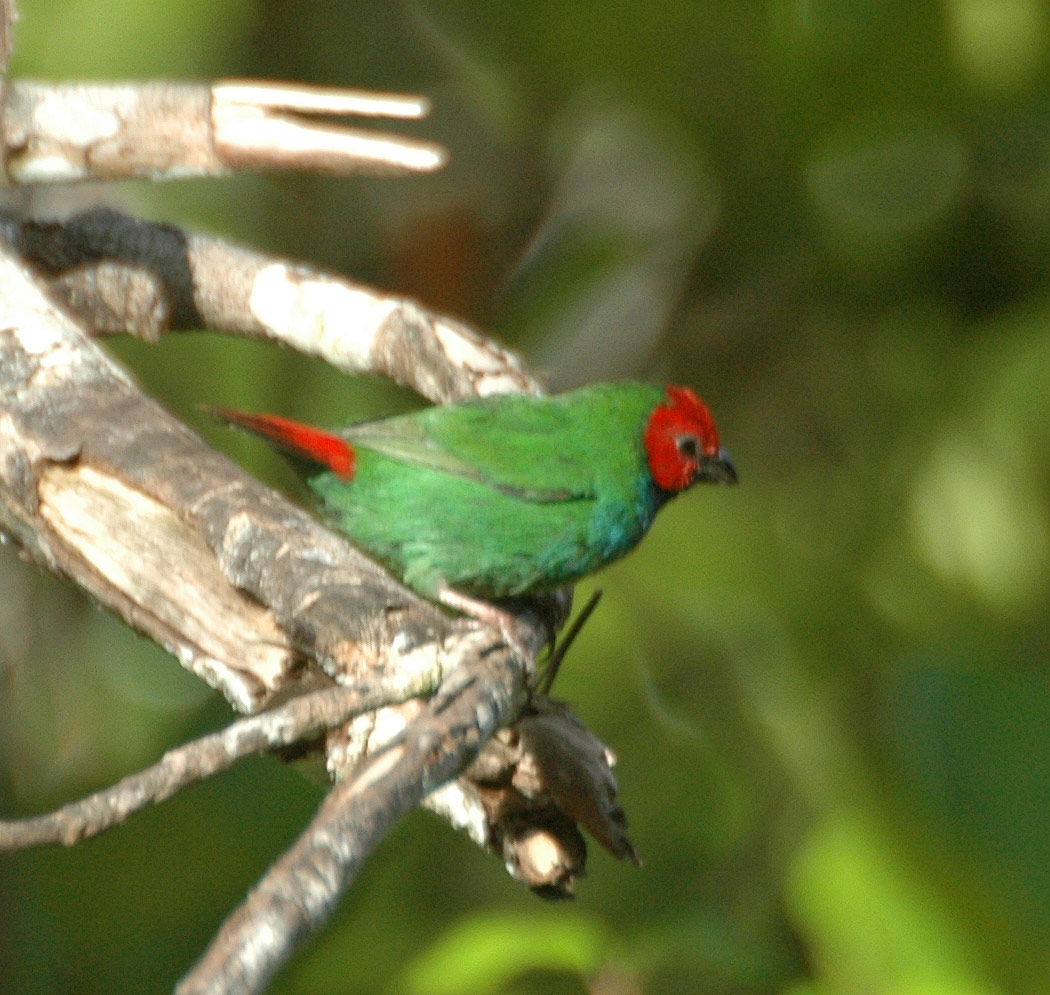
Peale-Papageiamadine auf Viti Levu

## Systematik
Die Peale-Papageiamadine wird ähnlich wie die Königs-Papageiamadine gelegentlich auch als Unterart der Samoa-Papageiamadine eingeordnet. Sie weicht in ihrer Lebensweise jedoch so deutlich von diesen zwei Arten ab, dass ihr Artstatus gerechtfertigt scheint.

## Haltung
Die Peale-Papageiamadine wurde bereits vor 1898 in Frankreich als Ziervogel gehalten. Die Erstzucht scheint 1912 im Londoner Zoo gelungen zu sein. Bis 1960 kamen immer nur einzelne Vögel nach Europa. 1960 wurde eine größere Anzahl von Peale-Papageiamadinen nach Europa importiert, aus der eine selbsttragende Population aufgebaut wurde. So wurde beispielsweise im Jahr 1997 216 und im Jahr 1998 287 Jungvögel nachgezogen.
Peale-Papageiamadinen gelten für eine dauernde Käfighaltung als völlig ungeeignet. Sie werden entweder träge und fett oder stoßen sich auf Grund ihres Bewegungsdranges das Gefieder im Käfig ab. Für ihr Wohlbefinden benötigt sie eine größere und bepflanzte Voliere.